# Karl Hamann
Karl Hamann (Hildesheim, 4 maart 1903 – München, 16 juni 1973) was een Oost-Duits politicus en als zodanig onder andere minister van Handel van de Duitse Democratische Republiek (DDR). Van 1922 tot 1933 studeerde hij agrarische wetenschappen te Hohenheim, Bonn en Dortmund. Daarna was Hamann werkzaam als ambtenaar in diverse Duitse steden.
Vanaf 1935 was hij een zelfstandige landbouwer in Thüringen.
In 1945 richtte hij een afdeling van de Liberaal-democratische partij (LDPD) op in Thüringen. Van 1945 tot 1952 was hij voorzitter van de Thüringer-LDPD. In 1945 werd hij tevens lid van het partijbestuur van de Oost-Duitse LDPD. Van 1946 tot 1950 was hij lid van de Thüringer Landdag. Vanaf 1949 tot 1952 was hij co-voorzitter van Oost-Duitse LDPD. In 1949 werd Hamann minister van Handel en Voorzieningen van de DDR en lid van de Volkskammer (parlement).
In december 1952 werd Hamann plotseling gearresteerd door de Oost-Duitse autoriteiten en beschuldigd van sabotage van het voorzieningenbeleid van bevolking van de DDR. Hij werd uit de LDPD gezet en van al zijn functies vervallen verklaard. In juli 1954 werd hij veroordeeld tot 10 jaar tuchthuis. In 1956 kwam hij echter vrij. In mei 1957 wist hij naar de Bondsrepubliek Duitsland (West-Duitsland) te vluchten.
In mei 1990 werd hij door de Oost-Duitse liberale partij gerehabiliteerd en in 1991 door een Berlijnse rechtbank.